# Rock of Ages (Beverly Hills, 90210)
Rock of Ages is de twaalfde aflevering van het vijfde seizoen van het tienerdrama Beverly Hills, 90210, die voor het eerst werd uitgezonden op 23 november 1994.

## Verhaal
Jim heeft vrijkaartjes voor de Rolling Stones die een concert geven. Aangezien Jim hier niet naartoe gaat geeft hij deze aan Brandon. Nu Brandon naar het concert gaat verheugd hij hier zeer op, daarom is hij zeer teleurgesteld als hij hoort dat op dezelfde avond de hoorzitting plaats zal vinden over zijn voorzitterschap van de studentenraad. Hij besluit toch naar de hoorzitting te gaan en laat zich bijstaan door Jesse. Het ziet ernaar uit dat Brandon gaat verliezen totdat Jesse meldt dat Brandon alle vergaderingen heeft geopend als voorzitter, dit is een feit dat zorgt dat Brandon wint en voorzitter kan blijven. Hij is zeer opgetogen en wil alsnog naar het concert en neemt Andrea mee om het te vieren.
David en Clare zijn niet zo positief over de Rolling Stones en kraken alles af wat ze gemaakt hebben, noemen het muziek uit de prehistorie. Maar ze komen erachter dat deze muziek hun toch wel boeit en besluiten om toch te gaan kijken. David´s vader heeft kaartjes die hij zal afgeven bij het concert, na lang wachten komt hij nog steeds niet opdagen zodat ze besluiten om kaartjes op de zwarte markt te kopen.
Ray heeft een baantje geregeld voor zichzelf en voor Donna zodat zij voor niets naar het concert kunnen. Kelly is uitgenodigd als vip door het blad Seventeen samen met Steve. Als Kelly binnen is dan komt Steve erachter dat zijn portemonnee gestolen is en kan nu niet naar binnen. Met hulp van Ray komt hij binnen en moet dan moet hij wel werken als verkoper.
Dylan zit nu in een afkickkliniek om van zijn verslavingen af te komen. Hij krijgt bezoek van Valerie en vertelt haar dat hun relatie voorbij is omdat hij anders niet verder kan met zijn leven. Bij de groepssessie krijgt hij problemen met Charley, een oudere persoon die al meerdere keren hier zit. Charley wil dat Dylan zijn pet afzet, deze pet heeft hij gekregen van Brandon met een afbeelding van de Rolling Stones. Charley vindt dat deze pet te veel doet denken aan seks, drugs en rock-'n-roll, maar Dylan weigert de pet af te zetten. Later als Dylan weer op zijn kamer is dan komt Charley langs en dan is hij vriendelijk, het blijkt dat hij zo bij iedere nieuweling doet om te kijken hoe ze reageren. Er ontstaat een vriendschap tussen hen.

## Rolverdeling
- Jason Priestley - Brandon Walsh
- Jennie Garth - Kelly Taylor
- Ian Ziering - Steve Sanders
- Gabrielle Carteris - Andrea Zuckerman
- Luke Perry - Dylan McKay
- Brian Austin Green - David Silver
- Tori Spelling - Donna Martin
- Tiffani Thiessen - Valerie Malone
- Carol Potter - Cindy Walsh
- James Eckhouse - Jim Walsh
- Mark D. Espinoza - Jesse Vasquez
- Kathleen Robertson - Clare Arnold
- Joe E. Tata - Nat Bussichio
- Jamie Walters - Ray Pruit
- Wesley Allen Gullick - Willie de kok
- F.J. Rio - Alex Diaz
- Jeffrey King - Charley Rawlins
- Natalie Venetia Belcon - Janice Williams
- Rolling Stones - zichzelf